# Accidente ferroviario de Comodoro Rivadavia de 1953
El accidente ferroviario en Comodoro Rivadavia se refiere al trágico suceso acontecido del domingo 15 de febrero de 1953 en las costas de dicha localidad, hecho en el que resultaron muertas 36 personas y otras 65 con heridas diversas. La línea con servicio de pasajeros había sido reinaugurada el 31 de diciembre de 1952 y encontró esta fatalidad al poco tiempo.

## Cronología

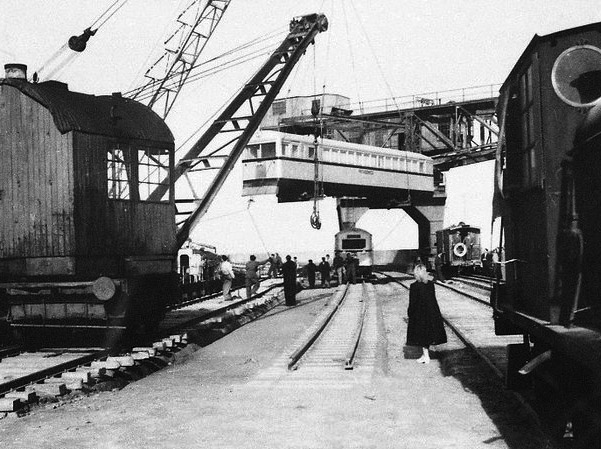
Descarga desde un vapor de unos coches motor de trocha 75cm, construidos en Puerto Madryn que se usaron esta línea. Uno de estos dos se destruyó en el accidente ferroviario.

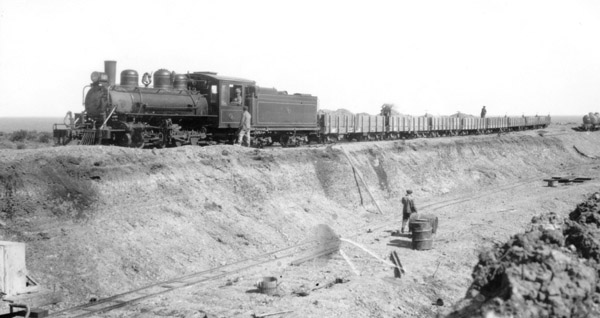
Tren Baldwin trayendo cargas desde Punta Piedras. Nótese la altura del terraplén

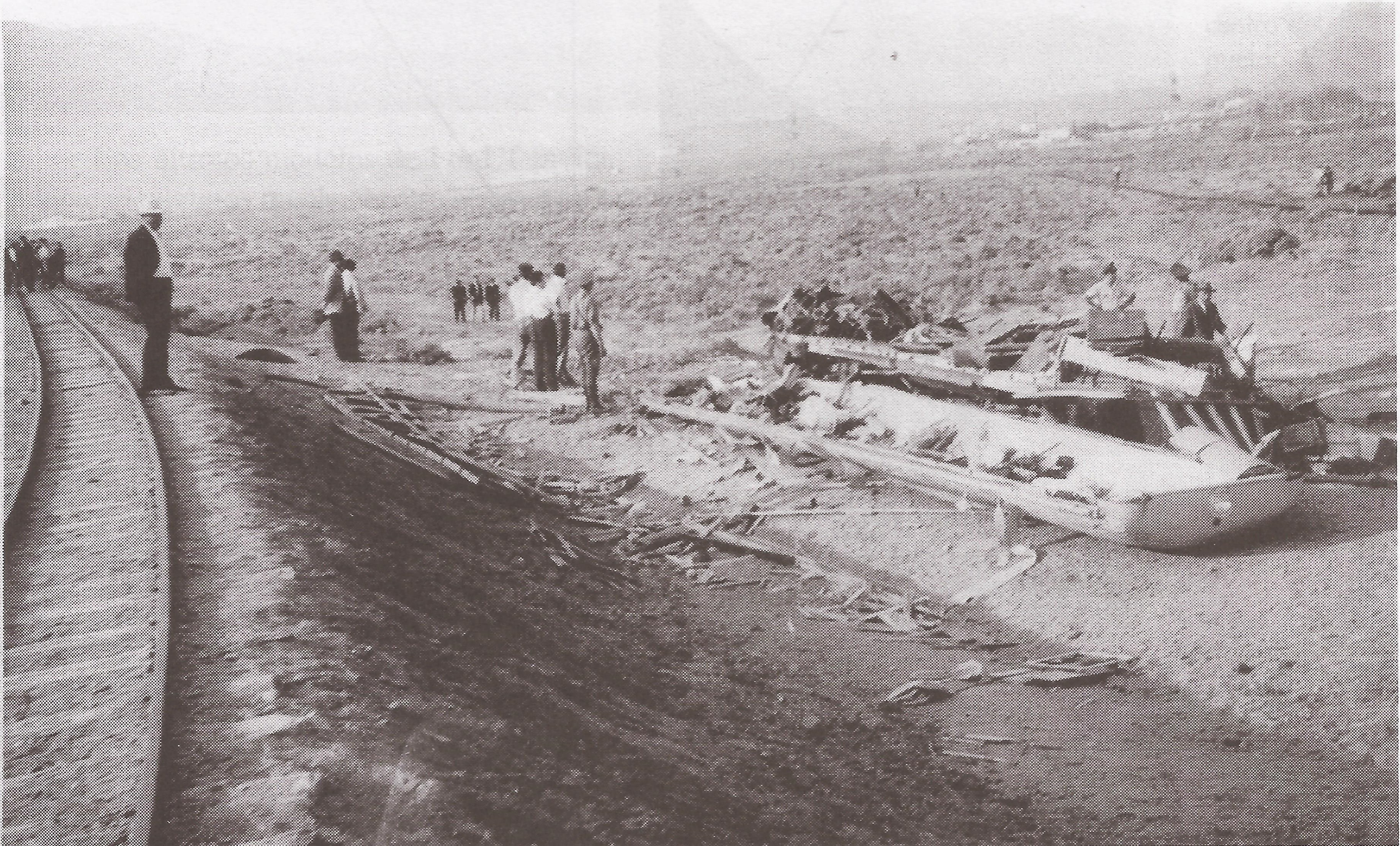
Imagen desde el terraplén del accidente ferroviario de 1953. En la misma se observa que los restos del ferrobús yacían junto al terraplén y no en un barranco de 40 metros de profundidad como señalaron algunos medios.

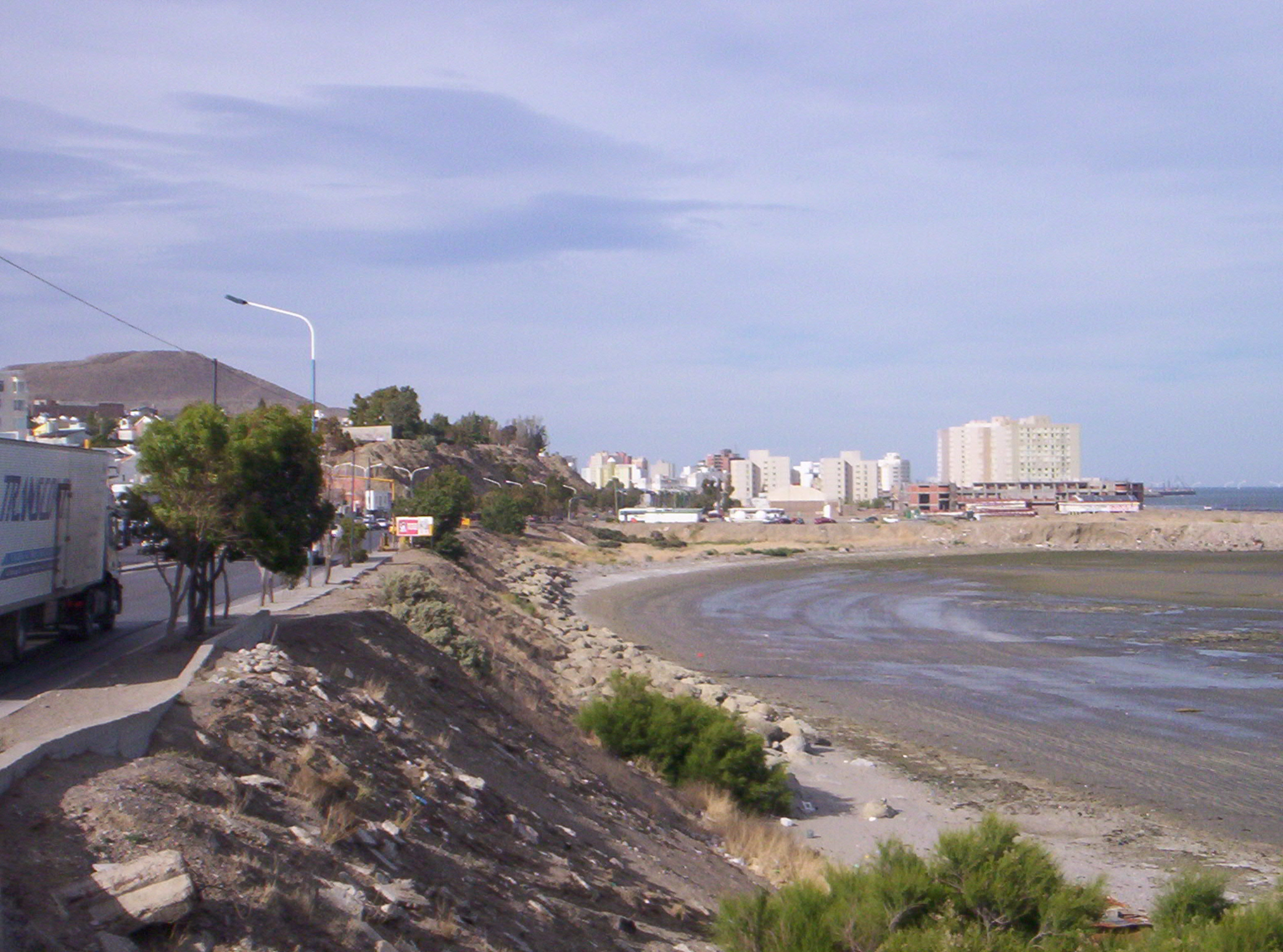
Vista de la ruta 3 en 2010, lugar que era recorrido por la línea ferroviaria. Barranco como este y más altos eran surcados por los trenes de la línea a Punta Piedras. Hoy en zona de relleno para el Costanera Shopping.

### Antecedentes
El ramal a Punta Piedras había sido reacondicionado con nuevos tramos y mejoras que le permitieron a este ferrocarril llevar adelante más viajes a Punta Piedras. Las refacciones a la línea fueron formalmente inauguradas por el gobernador militar el 31 de diciembre de 1952. El mismo se ejecutaba por tres coches motor que fueron refaccionados en los talleres de Puerto Madryn y luego embarcados a Comodoro para ser utilizados en las vías angostas a Punta Piedras. Además, el servicio se combinaba con las distintas líneas del ferrocarril como la que iban a Astra, Diadema o Km 5.

### Hechos
Los días previos al infortunio la ciudad vivía una ola de calor que desató el interés de la población local por ir a Rada Tilly con el servicio ferroviario. Por este motivo, una formación compuesta por un coche motor había partido desde la terminal Punta Piedras con destino a la estación Comodoro Rivadavia llevando en su interior cerca de 100 veraneantes que habían pasado su día allí. Punta Piedras era paso obligado para quienes deseaban disfrutar de un bello día de verano, pero el servicio era insuficiente por espacio o frecuencia en su hora pico. La concurrencia al tren aumentó con la tarde del caluroso día de verano y feriado dominical del 15 de febrero de 1953.
El convoy de un solo coche-motor (número 52) partió hacia Comodoro conducido  por Francisco Russ alrededor de las 16:15 o 16:30 hs; además el guarda  Jorge Gordillo acompañaba. Los primeros 3 kilómetros del viaje fueron transitados sin inconvenientes, quizás por ser una recta, a la excesiva velocidad estimada entre los 80 y 90 kilómetros por hora. La desmesurada velocidad, totalmente incompatible con las condiciones del ramal que establecían solo 35 kilómetros por hora, no pasó desapercibida por los pasajeros o testigos que vieron la marcha del vehículo. Los mismos le reclamaron sin éxito al conductor que la baje. Al proceder la alocada marcha y arribar a una curva previa al apeadero Hogar Escuela Presidente Juan Perón conocida en el barrio como la “sulfa”, cercana a los actuales galpones de Sagosa (otras fuentes la sitúan a la altura de la ex planta de verificación de automotores o inmediaciones del Liceo Militar). De este modo, se produjo el vuelco sobre uno de sus laterales. El instante del vuelco se dio en forma muy lenta, comenzando a ladearse hasta causar la caída del terraplén sobre el que se extendía la vía. Sumada a la gran velocidad 80 km por hora, el exceso de pasajeros de 100 sobre 48 de capacidad y a la trocha angosta 75 cm de poca estabilidad produjo un compuesto que desencadenó en el suceso que el ferrobús se saliera de los rieles. La caída fue durísima por una ladera de 40 metros (según otras fuentes señalaron de 4 o 5 metros de caída desde el terraplén) de profundidad en una zona conocida como “Playa 99”  A pesar de que la caída se produjo de poca altura la frágil estructura de madera del coche cedió y permitió que el chasis (los ejes y las ruedas) aplastara a los pasajeros. Esto multiplicó los efectos trágicos; ya que al estrellarse se deshizo todo la estructura y sus pasajeros quedaron desparramados por el barranco o aplastados bajo las ruedas y lo que era el piso del tren.
De inmediato, la gente que venía caminando por la playa y corrieron para ayudar luego llegó el otro autovía que venía en segundo turno y pudo llevar heridos leves hasta el centro.
Rápidamente, se organizó un operativo de asistencia a las víctimas de la tragedia por parte de los servicios de emergencia, debido a la zona poco poblada y desértica varios médicos tuvieron que ser enviados desde Buenos Aires para atender a los múltiples contusos derivados del accidente. Los hospitales de la zona colaboraron con doctores y enfermeras que arribaron en un tren especial. Se juntó una gran muchedumbre que solo incrementó el pánico según el periódico local. Los heridos fueron derivados a los entonces hospitales: municipal de Comodoro, de Astra, de Diadema. Los mismos quedaron colapsados y se derivó al sanatorio Napolitani una parte de los mismos.
La tragedia de ese domingo dejó en ese instante 23 muertos, dato difundido por el diario El Rivadavia. Sin embargo otros medios hablaron de la cifra de 36 fallecidos y otros 65 heridos. De cualquier manera la cifra de fallecidos aumentó posteriormente por otro accidente en el operativo de rescate, cuando el enganche de un guinche que levantaba los restos del ferrobús, aun con personas en el interior o debajo, se rompió y provocó un nuevo impacto. La verticalidad de la pendiente fue un duro desafío para los trabajadores.
Según un testigo que presencio todo el accidente:

«El coche motor yacía patas arriba. Había personas que permanecían con los cuerpos apretados entre los asientos, debatiéndose en medio de un mar de gritos que hacia estremecer y paralizar».
Ramón Miguez

Según un sobreviviente los hechos del siniestro se desenvolvieron de la sigueinte forma:

«Subimos al coche había mucha gente y empezó su marcha, empezó a acelerar y llegamos a la curva por efecto se fue inclinando para adelante, alcancé a sujetarme del asiento cuando caímos al barranco»(....)«Caímos 4 o 5 metros» (..)« Realmente hubo 23 fallecidos y 47 heridos según informó el diario Rivadavia».
Enrique Papaianni

### Causas
Las investigaciones sugieren que el accidente se debió a una falla humana por parte del maquinista. En el momento el motorman estaba borracho, este tomó la curva a gran velocidad y por el exceso de pasajeros, ya que el coche-motor tenía asientos para 48 personas pero viajaban cerca de 90 km/h y otras fuentes hablan incluso de 100 km/h. La trocha angosta y terraplén de reciente construcción habrían colaborado también. Según se investigó el motorman ya contaba con antecedentes por conducir vehículos ferroviarios a altas velocidades y sanciones de autoridades ferroviarias. El trabajador era apodado en la empresa como "el loco".
El conductor culpable fue encarcelado con prisión preventiva el 25 de febrero y juzgado posteriormente. Diarios de la época adicionaron una caída por el acantilado del ferrobús que luego fue desmentida por otras fuentes.Posteriormente, luego de 7 días de sucedido el accidente la empresa de Ferrocarril Nacional Patagónico efectuó el pago del seguro de por $25.000 a los familiares de las víctimas y heridos. El mismo se concluyó para el 30 de abril.

## Después del accidente
El motorman fue apresado de inmediato y posteriormente sometido a juicio. Ya para el 25 de marzo fue encontrada acreditada en principio la responsabilidad penal de F. Russ.Finalmente, el 19 de noviembre la fiscalía pidió 4 años de prisión; siendo esa la pena máxima  para el delito.
En una extensa acusación, el fiscal pide la pena máxima prevista por el código penal, de 4 años de prisión para el único acusado
También, se suspendieron los Carnavales y se declararon tres días de duelo en toda la Gobernación Militar de Comodoro Rivadavia.El luto además produjo que se adhirieran los empresarios de la cámara de comercio. La tragedia ahondó en el corazón comodorense por ser todas las víctimas vecinos de un pueblo donde todos tenían contacto cotidiano. 
La principal consecuencia de este grave accidente fue el cierre de la línea 1958 y el posterior y rápido levantamiento de las vías a Rada Tilly durante el gobierno de Frondizi ejecutor del plan Larkin.
Para empeorar la situación del ferrocarril en tan solo 7 años después se vivió el  Accidente ferroviario de 1960 kilómetro 3-Comodoro Rivadavia en el sector playero de la Estación Cerro Hermitte  que se cobró otras vidas. Además, el hecho acentuó el abandono del ferrocarril Comodoro Rivadavia a Colonia Sarmiento que terminó clausurado en 1978. 
Los restos del coche motor estuvieron muchos años en los talleres de la estación Presidente Ortiz. Posteriormente, luego del cierre definitivo del ferrocarril los galpones pasaron a manos de la municipalidad de Comodoro. Esta decidió en 1999 que estos restos fueron vendidos como chatarra; en desmedro del patrimonio que representaban, y que  mereció ser conservado en el Museo Ferroportuario.
En el año 2012 un estudio efectuado por la Universidad Nacional Tecnológica, Facultad Regional de Haedo, incluyó al siniestro como uno de los accidentes ferroviarios más notables de la red ferroviaria argentina. El mismo estudio se confeccionó con información errada y exagerada:

«En el año 1953 un tren de pasajeros proveniente de las playas de Rada Tilly con destino a la localidad de Comodoro Rivadavia descarrila y cae desde un acantilado de 50 metros de profundidad. Mueren al menos 36 personas»
Departamento de Ingeniería Ferroviaria.